# Gabriel Gaudin
Pour les articles homonymes, voir Gaudin.
Gabriel "Gaby" Gaudin, né le 24 août 1919 à Niort et mort le 28 avril 1999 à La Roche-sur-Yon, est un coureur cycliste français. Il évolue au niveau professionnel de 1943 à 1956.

## Biographie
Il débute en amateur en 1936 après avoir gagné plusieurs courses de fêtes, passant au Vélo-Club Choletais en 1937, et sa carrière professionnelle parisienne est lancée à partir de 1943 au sein de l'équipe Peugeot-Dunlop des Lionceaux de Camille Narcy, sur l'insistance de Gélot, de Lucien Michard, et de son protecteur Raymond Louviot qui l'héberge à Neuilly-Plaisance.
Son fils Michel a également couru chez les indépendants dans les années 60-70.

## Palmarès
- 1942
  - Nantes-Saint-Nazaire-Nantes
  - Nantes-Les Sables-d'Olonne
- 1943
  - Paris-Tours
  - Paris-Nantes
- 1945
  - 2e de Paris-Caen
- 1946
  - Circuit de la vallée de la Loire
- 1947
  - Nantes-Les Sables-d'Olonne
- 1949
  - Nantes-Les Sables-d'Olonne
  - Grand Prix Malinaud
- 1950
  - Nantes-Les Sables-d'Olonne
  - 6e de Bordeaux-Paris
- 1951
  - Circuit des Deux-Sèvres
  - 2e du Grand Prix du Courrier de l'Ouest
- 1952
  - 1re étape du Grand Prix des Biscottes Magdeleine
  - 2e de Bordeaux-Saintes
  - 2e de Nantes-Saint-Nazaire-Nantes
- 1953
  - Circuit de la vallée de la Loire
  - Nantes-Angers-Nantes
  - Circuit de la Vienne
  - 2e étape du Tour de l'Orne[3]
- 1955
  - Rennes-Basse-Indre
  - 3e du Tour du Lot-et-Garonne
- 1956
  - 2e du Tour de Dordogne